# Southeast Placentia
Southeast Placentia is een plaats (settlement) in de gemeente Placentia in de Canadese provincie Newfoundland en Labrador. De plaats bevindt zich in het zuidoosten van het eiland Newfoundland.

## Geschiedenis
In 1945 kreeg het dorp Placentia een gemeentebestuur. De plaats Southeast Placentia werd ook bij deze gemeente gerekend.
In 1994 werd de toenmalige gemeente opgeheven en smolt de plaats met verschillende andere dorpen uit de omgeving samen tot de nieuwe fusiegemeente Placentia.

## Geografie
Southeast Placentia ligt in het westen van Avalon, het zuidoostelijke schiereiland van Newfoundland. De plaats is gelegen aan de oever van Southeast Arm, een smalle zeearm van de Placentia Bay. De plaats ligt zoals de naam aangeeft ten zuidoosten van het dorp Placentia.
De plaats ligt grotendeels aan provinciale route 91, die de zuidelijke oever van de voornoemde zeearm volgt, al ligt ook provinciale route 100 voor een deel op het grondgebied van Southeast Placentia. 
Direct ten westen van Southeast Placentia ligt het gemeentevrije dorp Point Verde. In oostelijke richting is de meest nabijgelegen plaats Colinet, op een rijafstand van ruim 30 km. 